# Station Svågertorp
Station Svågertorp (Svågertorps station) is een station in de Zweedse stad Malmö. Het station is gelegen in de wijk Svågertorp.
Het is geopend in 2000 gelijk met de spoorlijn Kopenhagen - Malmö. Sinds de opening van de Citytunneln op 12 december 2010 is het station gelegen aan de spoorlijn Malmö - Trelleborg.